# Alloteropsis papillosa
Alloteropsis papillosa är en gräsart som beskrevs av Clayton. Alloteropsis papillosa ingår i släktet Alloteropsis och familjen gräs. Inga underarter finns listade i Catalogue of Life.